# Lista över flaggor efter motiv
Detta är en lista med bilder på flaggor sorterade efter motiv.

## Korsflaggor

### Filippuskors

#### Självständiga stater

Danmarks flagga
Finlands flagga
Islands flagga
Sveriges flagga
Norges flagga

#### Tidigare självständiga stater

Kalmarunionens flagga
Tyska orden

#### Officiella flaggor för provinser och liknande

Färöarnas flagga
Orkneyöarna
Shetlandsöarna
Ålands flagga

#### Inofficiella flaggor och föreslagna flaggor

Bohuslän
Bornholm v. 1
Bornholm v. 2
Finlandssvenska flaggan
Gotland (Gotlands flagga symboliserar grön natur och gyllene sand eller sol. Flaggan föreslogs 1991. Färgernas motsatta placering jämfört med Ölands flagga visar på de båda öarnas likartade drag och gemenskap som Sveriges två stora Östersjööar.)
Norrland
Hälsingland
Härjedalen
Härjedalen (alternativ flagga)
Ingermanland (Ryssland)
Sameland (Ej antaget förslag som lades fram av Per Andersson. Detta flaggförslag tillkom 1991. Färgerna symboliserar områdets natur: grönt för vegetationen, grunden för rennäringen och vitt för snö och is.)
Skånes flagga
Småland
Sverigefinska flaggan
Vepsernas flagga
Voterna (folkgrupp i Ryssland)
Västra Götalands län (Även västra Sverige)
Östergötland
Östkarelen (Flaggan ritades av Akseli Gallen-Kallela 1920. Den användes under Stamfrändeskriget 1920-1922 och under Fortsättningskriget 1941-1944)

### Georgskors

Cornwall
Derios flagga
Dominicas flagga
Dominikanska republikens flagga
Englands flagga
Georgiens flagga
Guernsey
Kinesiska imperiets flagga; mindre vanlig än varianten med andreaskors
Kungariket Frankrikes örlogsflagga
Québec
Oldenburg
Sardinien
Storbritanniens flagga
Veronas flagga
Zamudios flagga
Zwolles flagga

### Inofficiella flaggor

Wales
Martinique, i inofficiell bruk till 2023

### Andreaskors

Alabamas flagga
Burundis flagga
Jamaicas flagga
Jerseys flagga
Kinesiska imperiets flagga
Rysslands örlogsflagga
Sankt Patriks flagga (tidigare använd av Irland, representerar Irland på Storbritanniens flagga)
Skottlands flagga
Storbritanniens flagga
Wallis- och Futunaöarnas inofficiella flagga

### Flaggor medUnion Jack

Anguilla
Australien
Basutolands flagga (inofficiell)
Bermuda
British Columbia
Brittiska Antarktis flagga
Brittiska Hongkongs flagga
Brittiska territoriet i Indiska oceanen
Brittiska Jungfruöarna
Caymanöarna
Cooköarna
Falklandsöarna
Fiji
Hawaii
Isle of Mans handelsflagga
Isle of Mans guvernörs flagga
Joniska öarnas förenta staters flagga
Kanadas flagga (1868-1921)
Kanadas flagga (1921-1957)
Kanadas flagga (Red ensign)
Kapkolonins flagga
Montserrat
Natalkolonins flagga
New South Wales flagga
Nya Zeeland
Niue
Ontarios flagga
Orange Riverkolonins flagga
Pitcairnöarna
Queenslands flagga
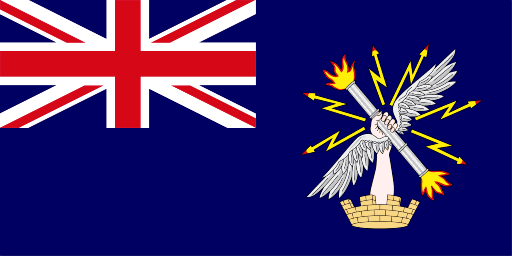
Royal Engineers flagga
Sankt Helena
South Australias flagga
Storbritanniens flagga
Sydgeorgien och Sydsandwichöarna
Sydafrikanska unionens flagga
Sydafrikas (de facto) flagga (1910-1928)
Tasmaniens flagga
Transvaalkolonins flagga
Turks- och Caicosöarna
Tuvalu
Victorias flagga
Western Australias flagga

### Flaggor medSankt GeorgskorsochAndreaskors(exklusiveUnion Jack)

Baskien
Saint-Pierre och Miquelon
Storbritanniens flagga innan Irland gick med

### Grekiskt kors(likarmigt kors)

Greklands flagga
Greklands flagga 1970-1975
Liberias flagga 1827-1847
Röda Korsets flagga
Schweiz flagga
Schweiz handelsflagga
Tongas flagga
Tongas flagga 1862-1866
Tongas örlogsflagga

### Södra korset

Australiens flagga
Australian Capital Territorys flagga
Brasiliens flagga
Julöns flagga
Kokosöarnas flagga
Niue
Northern Territorys flagga
Nya Zeelands flagga
Papua Nya Guineas flagga
Samoas flagga
Tokelau
Victorias flagga
Victorias guvernörs flagga
Victorias guvernörs flagga (1903-1984)

## Flaggor medsolsymbol

### Sol

Argentinas flagga
Bangladeshs flagga
Filippinernas flagga
Japans flagga
Kazakstans flagga
Kirgizistans flagga
Namibias flagga
Nepals flagga
New Mexicos flagga
Nigers flagga
Nordmakedoniens flagga
Rwandas flagga
Taiwans flagga
Uruguays flagga

### Uppgående sol

Antigua och Barbudas flagga
Kiribatis flagga
Malawis flagga

### Nedgående sol

British Columbia

## Flaggor medmån-ochstjärnsymboler

### Fullmåne

Palaus flagga

### Månskära

Maldivernas flagga
Röda halvmånens flagga

### Månskära och stjärna

Algeriets flagga
Azerbajdzjans flagga
Libyens flagga
Malaysias flagga
Mauretaniens flagga
Pakistans flagga
Tunisiens flagga
Turkiets flagga

### Månskära och stjärnbild

Komorernas flagga
Singapores flagga
Turkmenistans flagga
Uzbekistans flagga

### Davidsstjärna

Israels flagga

## Flaggor medhammaren och skäran

Armeniska SSR:s flagga
Azerbajdzjanska SSR:s flagga
Estniska SSR:s flagga
Georgiska SSR:s flagga
Karelsk-finska SSR:s flagga
Kazakiska SSR:s flagga
Kinas kommunistiska partis flagga
Kinesiska arbetares och bönders röda armés flagga
Kinesiska sovjetrepublikens flagga
Kirgiziska SSR:s flagga
Lettiska SSR:s flagga
Latauiska SSR:s flagga
Moldaviska SSR:s flagga
Orjols flagga
Ryska SFSR:s flagga
Sovjetunionens flagga (December 1922-Februari 1923)
Sovjetunionens flagga (1923-1955)
Sovjetunionens flagga (1955-1980)
Sovjetunionens flagga
Sovjetunionens örlogsflagga
Tadzjikiska SSR:s flagga
Transkaukasiska SFSR:s flagga
Turkmenska SSR:s flagga
Ukrainska SSR:s flagga
Uzbekiska SSR:s flagga
Vitryska SSR:s flagga
Vitryska SSR:s flagga (1937-1951)
Vladimir oblasts flagga
Österrikes statsflagga

## Flaggor med enfransk lilja

Bourgognes flagga
Centre-Val de Loires flagga
Guadeloupes flagga (inofficiell)
Guadeloupes flagga (inofficiell)
Île-de-Frances flagga
Kungariket Frankrikes flagga
Kungariket Frankrikes örlogsflagga
Nya Frankrikes flagga
Pays-de-la-Loires flagga
Picardies flagga
Québecs flagga
Saint-Barthélemys flagga (inofficiell)
Rhône-Alpes flagga

## Monokromer

Libyens flagga 1977-2011
Marockos flagga

## Bikolorer

### Lodrät ordnade fält

Algeriets flagga
Maltas flagga
Vatikanstatens flagga

### Vågrät ordnade fält

Angolas flagga
Burkina Fasos flagga
Haitis flagga
Indonesiens flagga
Liechtensteins flagga
Monacos flagga
Polens flagga
San Marinos flagga
Singapores flagga
Ukrainas flagga
Wales' flagga

## Trikolorer

### Lodrätt ordnade fält

Afghanistans flagga
Andorras flagga
Belgiens flagga
Elfenbenskustens flagga
Frankrikes flagga
Guineas flagga
Irlands flagga
Italiens flagga
Kameruns flagga
Malis flagga
Mexikos flagga
Moldaviens flagga
Rumäniens flagga
Senegals flagga
Tchads flagga

### Vågrätt ordnade fält

Armeniens flagga
Azerbajdzjans flagga
Bolivias flagga
Bulgariens flagga
Colombias flagga
Ecuadors flagga
Egyptens flagga
Estlands flagga
Etiopiens flagga
Gabons flagga
Ghanas flagga
Indiens flagga
Iraks flagga
Irans flagga
Jemens flagga
Kroatiens flagga
Libyens flagga
Litauens flagga
Malawis flagga
Nigers flagga
Nederländernas flagga
Paraguays flagga
Rysslands flagga
Serbiens flagga
Sierra Leones flagga
Slovakiens flagga
Sloveniens flagga
Syriens flagga
Tadzjikistans flagga
Tysklands flagga
Ungerns flagga
Venezuelas flagga

### Vågrätt ordnade fält - Inofficiella flaggor och föreslagna flaggor

Tornedalens flagga
Republiken Jamtlands flagga

## Flaggor med fyra fält

### Vågrätt ordnade fält

Mauritius flagga
Centralafrikanska republikens flagga

## Flaggor med fem fält

### Vågrätt ordnade fält

Costa Ricas flagga
Kinas flagga 1912-1928
Kubas flagga
Puerto Ricos flagga
Thailands flagga
Togos flagga